# 1,1-Dichloroethen
1,1-Dichlorroeten (1,1-dichloroetylen, vinylidene chloride, 1,1-DCE) là một dẫn xuất halogen có công thức phân tử C2H2Cl2. 1,1-DCE là chất lỏng không màu, mùi hắc. Giống như hầu hết các dẫn xuất halogen, 1,1-DCE hòa tan kém trong nước, hòa tan mạnh trong dung môi hữu cơ. 1,1-DCE ban đầu dùng dể làm màng bọc thực phẩm mang tên Saran, nhưng nay đã thay thế bằng chất khác an toàn hơn.

## Sản xuất
Điều chế 1,1-DCE bằng cách tách HCl từ hợp chất trichlorroetan. Quá trình này tạo ra tương đối nhiều sản phẩm phụ không mong muốn như 1,1,1-trichlorroetan và 1,2-dichlorroetan. 1,2-dichlorroetan chuyển thành 1,1-DCE bằng cách sử dụng xúc tác base (NaOH hoặc Ca (OH) 2), trong nhiệt độ 100 °C.
Cl2CHCH2Cl + NaOH → Cl2C=CH2 + NaCl + H2O
Phản ứng pha khí, không có base, hiệu suất cao nhưng ít chọn lọc hơn.

## Các ứng dụng
1,1-DCE chủ yếu được sử dụng trong phản ứng đồng trùng hợp (copolymerization) với vinyl chloride, acrylonitril và acrylate. 1,1-DCE cũng được sử dụng trong chế tạo thiết bị bán dẫn để phát triển màng silicon dioxide (SiO2) có độ tinh khiết cao.

### Polyvinylidene chloride
Với tính chất của liên kết đôi, 1,1-DCE trùng hợp để tạo thành polyvinylidene chloride. Đây là polyme được sử dụng rất rộng rãi, từng được làm màng bọc thực phẩm nhãn hiệu Saran (tại Mỹ). Nghiên cứu trong những năm 90 của thế kỉ XX cho thấy, Saran gây nguy hiểm cho sức khỏe, đặc biệt là khi màng bọc tiếp xúc với thực phẩm trong lò vi sóng. Do đó, năm 2004, người ta lấy polyetylen làm chất thay thế trong màng bọc thực phẩm.

## An toàn
Các ảnh hưởng sức khỏe do tiếp xúc với 1,1-DCE chủ yếu ở hệ thần kinh trung ương, bao gồm các triệu chứng an thần, nhiễm trùng, co giật, co thắt và bất tỉnh ở nồng độ cao. 1,1-DCE được coi là tác nhân gây ung thư tiềm năng cho các công nhân, theo Viện Sức khỏe và An toàn Lao động Hoa Kỳ. Bang California xếp 1,1-DCE là một trong những hóa chất gây ung thư và dị tật bẩm sinh.